# 萊茨科納 (印第安納州)
萊茨科納（英語：Letts Corner）是位於美國印第安納州第開特縣的一個非建制地區。該地的面積和人口皆未知。

## 地理
萊茨科納的座標為39°14′05″N 85°34′30″W / 39.23472°N 85.57500°W，而該地的平均海拔高度為273米（即896英尺）。